# FR4 (materiale)
FR4 (o FR-4, "Flame Resistant n.4", cioè "resistente alla fiamma n.4" ) è la designazione di un materiale composito realizzato impregnando un tessuto di fibra di vetro con una matrice di resina epossidica ritardante di fiamma. È stato creato dalla NEMA nel 1968 per la manifattura di circuiti stampati.
La vetronite FR4 è un laminato plastico molto versatile con un ottimo rapporto resistenza/peso. FR4 è usato comunemente come isolante elettrico, poiché possiede una considerevole resistenza elettrica in conseguenza della notevole costante dielettrica e dell'assorbimento di umidità molto basso: le caratteristiche meccaniche e le qualità di isolante elettrico del materiale si mantengono infatti sostanzialmente invariate sia all'asciutto che in condizioni di umidità. Queste qualità, unite a buone caratteristiche di fabbricazione, lo rende utile per svariate applicazioni meccaniche ed elettriche.
La NEMA è l'autorità che regola l'FR4 e altri laminati isolanti. Le designazioni per i laminati in vetronite sono G10, G11, FR4 e FR5. Di questi, l'FR4 è il più usato oggi. Rispetto al suo predecessore G10, vanta caratteristiche di autoestinguimento dovute all'uso del bromo.

## Proprietà
LW (length wise, warp yarn direction) e CW (cross wise, fill yarn direction) indicano l'orientamento della fibra nel piano del pannello.
| Parametro                               | Valore     |
| --------------------------------------- | ---------- |
| Densità                                 | 1850 kg/m³ |
| Rigidità dielettrica                    | 20 MV/m    |
| Permittività elettrica                  | 4,8        |
| Modulo di elasticità longitudinale (LW) | 24 GPa     |
| Modulo di elasticità longitudinale (CW) | 21 GPa     |
| Coefficiente di Poisson (LW)            | 0,136      |
| Coefficiente di Poisson (CW)            | 0,118      |